# Liste der Landesgartenschauen in Schleswig-Holstein
Dies ist eine Liste der Landesgartenschauen in Schleswig-Holstein. Landesgartenschauen finden in Schleswig-Holstein seit dem Jahr 2008 statt.
| Jahr | Bild           | Bezeichnung                        | Ort(e) / Lage | Motto                       | Weitere Informationen |
| ---- | -------------- | ---------------------------------- | ------------- | --------------------------- | --------------------- |
| 2008 | weitere Bilder | Landesgartenschau Schleswig 2008   | Schleswig     |                             |                       |
| 2011 | weitere Bilder | Landesgartenschau Norderstedt 2011 | Norderstedt   | „dreifach einmalig“         |                       |
| 2016 | weitere Bilder | Landesgartenschau Eutin 2016       | Eutin         | „Eins werden mit der Natur“ |                       |

Für das Jahr 2020 war eine „grenzüberschreitende Gartenschau“ in Flensburg sowie Åbenrå (DK) und Sønderborg (DK) anlässlich des 100. Jahrestages der Volksabstimmung in Schleswig verabredet. Dazu kam es wegen der COVID-19-Pandemie nicht. 2021 rief das Land Schleswig-Holstein zu Bewerbungen auf, die Frist dafür lief bis Ende Mai 2022. Landesgartenschauen sollte es ab 2025 wieder geben. Glücksburg und Rendsburg erstellten Machbarkeitsstudien, sagten schließlich jedoch ab. Für Rendsburg spielte eine Rolle, dass die Gartenschau mit Projekten der Städtebauförderung verbunden sein sollte. Um in das Förderprogramm aufgenommen zu werden, hätte die Stadt zunächst ein entsprechendes Verfahren einleiten müssen. Weitere Ausschreibungen plante das Land nach den Absagen nicht.

Landesgartenschau 2008 in Schleswig
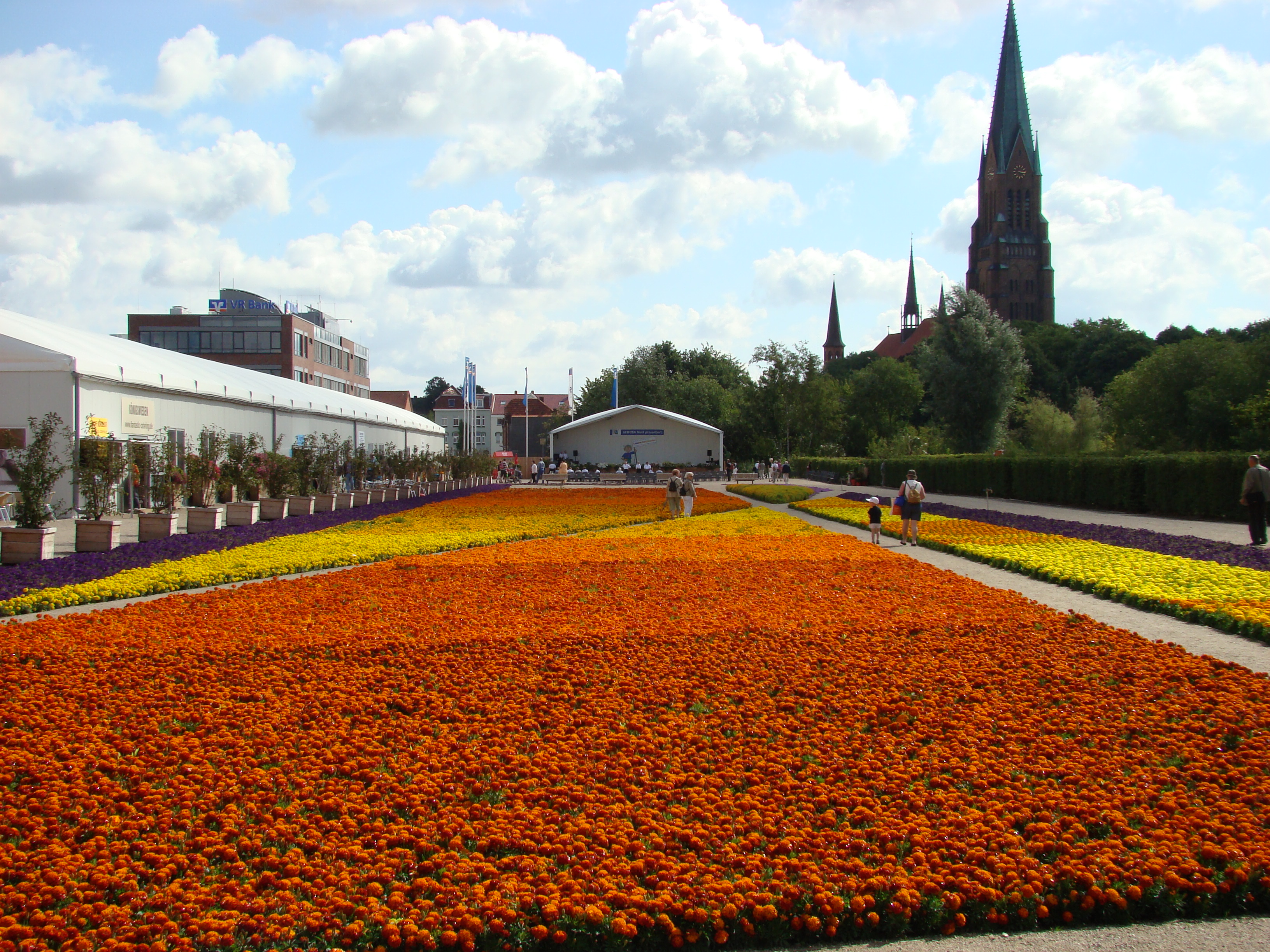
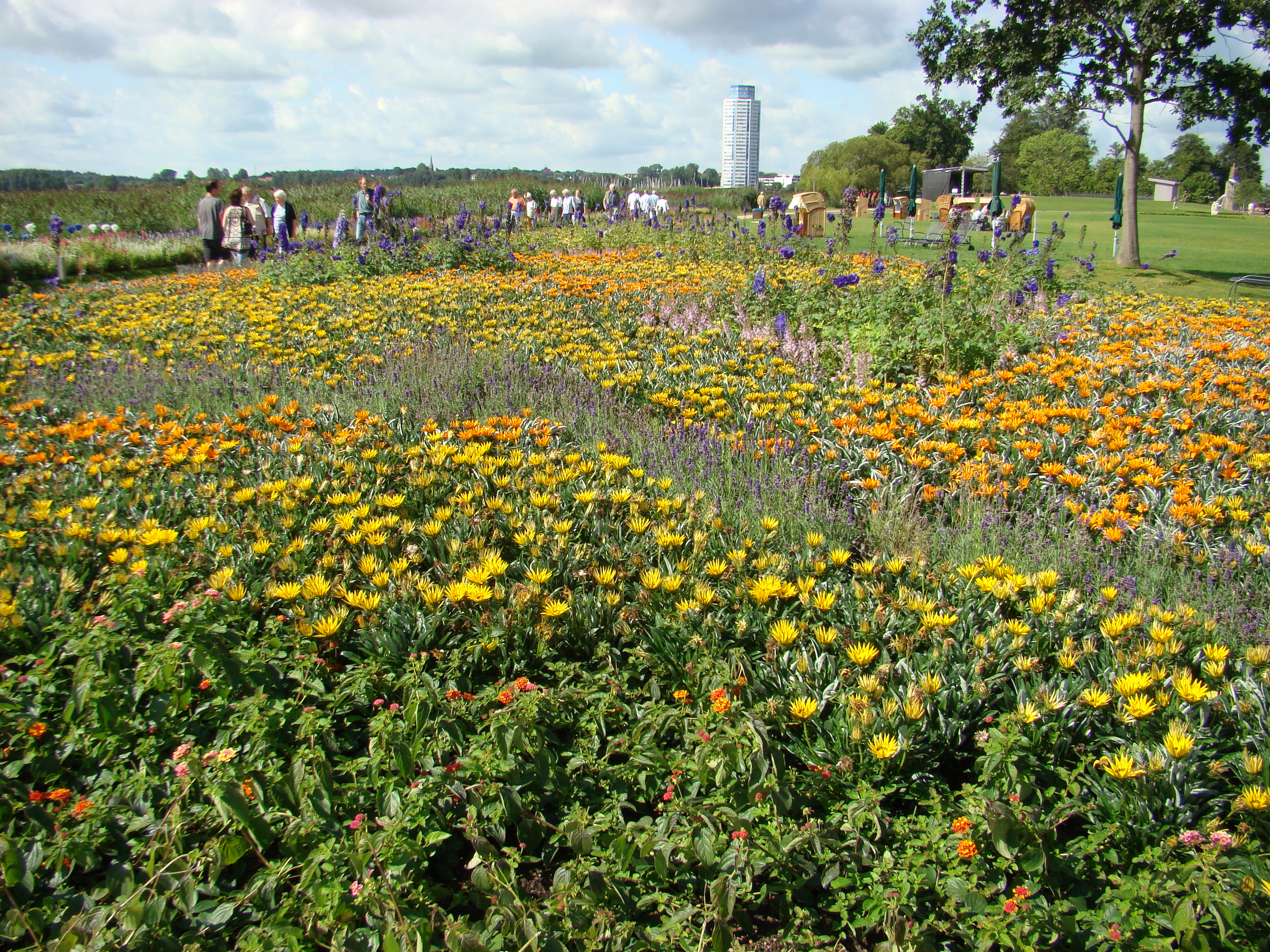
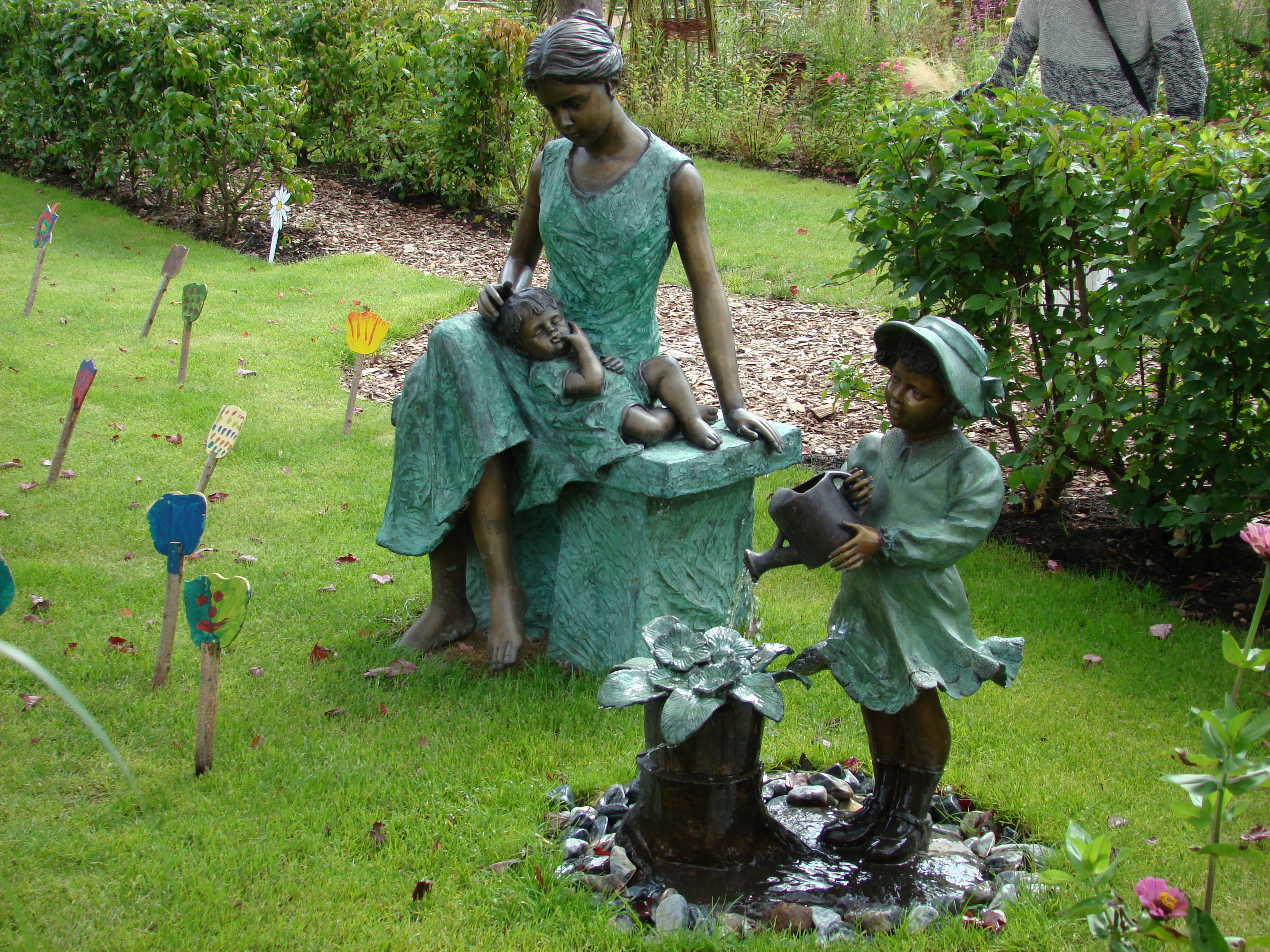
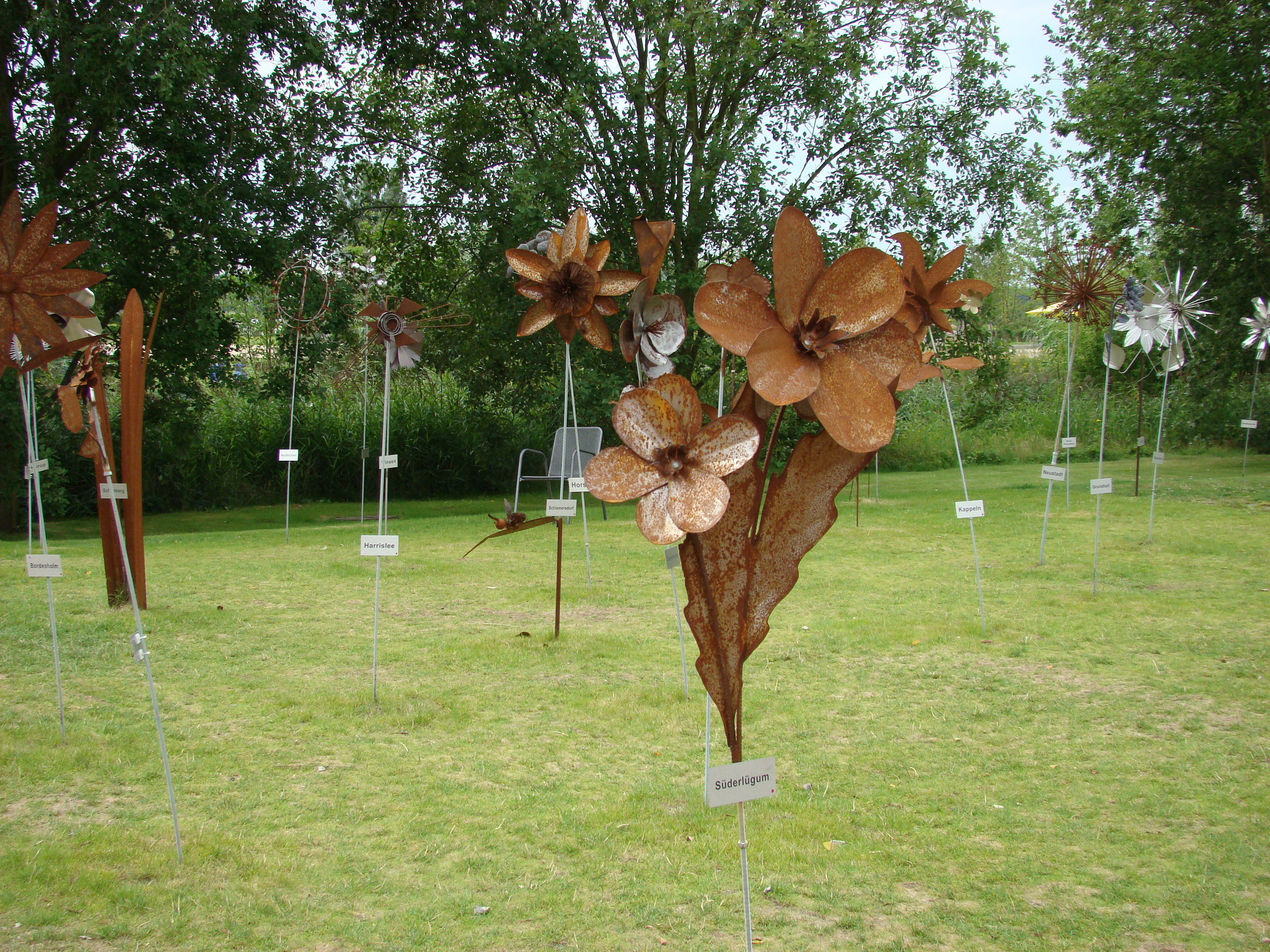
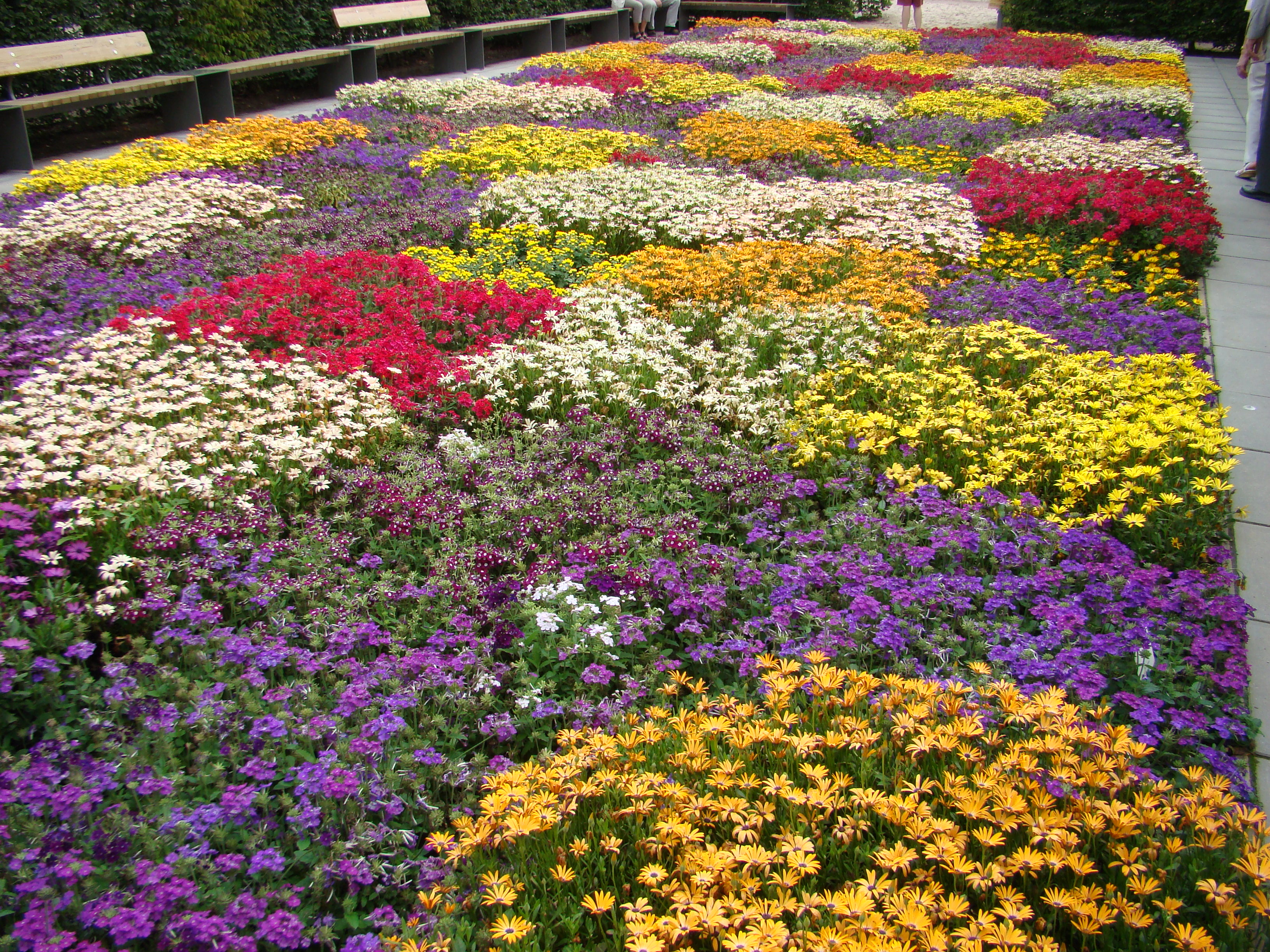